# Немті
Немті (єгип. транслітерація nmtj — «крокуючий») — у єгипетській релігії бог, зображуваний в образі сокола, пливучий човном. Мав локальне значення в деяких верхньоєгипетських номах на правому (східному) березі Ніла. Шанувався як бог Східної пустелі — протегував тим, хто пересувався через неї до Червоного моря — караванам і розробкам тутешніх мінералів. Ім'я цього бога мало ідеограму в єгипетській ієрогліфічній писемності — ієрогліфи G7* і G7** за «Єгипетською граматикою» А. Х. Гардінера.

## Ім'я
Довгий час читання ієрогліфа G7* було невідомо. У 1910 році К. Зете на основі ряду довільних припущень запропонував читати його як ˁntj («Анті» в умовній транскрипції), розуміючи це слово як прикметник зі значенням «пазуристий». А. Гардінер прийняв читання Зете у своїй «Єгипетській граматиці», хоча і з деякими застереженнями. Пропонувалися і інші настільки ж маловірогідні та недостовірні варіанти читання.
Справжнє читання ідеограми встановив в 1969 році радянський єгиптолог О. Е. Берлов. Він досліджував дві стели епохи XII династії з паралельними текстами, на одній з яких ім'я бога було записано звуковими ієрогліфами як nmtj («Немті»). Берлов вважав це ім'я причастям від дієслова nmt «крокувати, йти, рухатися», що цілком узгоджується з роллю бога як покровителя мандрівників або караванників. На статус «бога-мандрівника» вказує також тура, яка була невід'ємним атрибутом Немті.

## Згадки в міфах
У міфі про тяжбу Хора і Сета Немті виступає в ролі простого човняра, звабленого золотом Ісіди і покараного богами Дев'ятки за непослух наказу відсіканням пальців ніг. Згідно з папірусом Жумільяк, як покарання за черговий злочин з Немті знімають весь покрив кісток, тобто шкіру і плоть. Проходячи це своєрідне «очищення» Немті набуває нової якості: по суті тепер це срібний скелет, що стоїть над своєю золотою плоттю. Згідно з міфом, Немті прокляв золото після жорстокого покарання, і в тих місцях, де шанували Немті на золото накладалося жорстке табу. Немті — одна з іпостасей бога Сета.

## Центри культу
На сьогоднішній день єгиптологи вважають, що Немті шанувався тільки в Середньому Єгипті уздовж правого берега Нілу, затвердження це не доведено, але цілком імовірно.
| Місто                                                                            | Ном Верхнього Єгипту |
| -------------------------------------------------------------------------------- | -------------------- |
| mrnn, qaH, aHat, aHat, rngA, mnDw (другорядні центри культу Немті)               | ?                    |
| Чебу (дав.-гр. Антеополь, суч. Кав ель-Кебір)                                    | X Уаджит             |
| Джу-фіт, Пер-Немті (дав.-гр. Ієракон, суч. Ель-Атавла)                           | XII Атефет           |
| Trtj                                                                             | XV Унут              |
| Хебену (дав.-гр. Гіппонон? Алабастрополь?, суч. Ком ель-Ахмар)                   | XVI Махедж           |
| Хут-Несу (дав.-гр. Гіппонон? Алабастрополь? суч. Шаруна і Ком ель-Ахмар Саваріс) | XVIII Немті          |